# Землевпорядні роботи
Землевпорядні роботи (роботи із землеустрою) — обстежувальні, вишукувальні, топографо-геодезичні, картографічні, проектні та проектно-вишукувальні роботи, що виконуються спеціалістами землемірами з метою складання документації із землеустрою.
Мета землевпорядних робіт — створення документації з землеустрою, що містить сукупність нормативно-правових, економічних і технічних документів, необхідних при вирішенні питань надання, передачі, викупу, відчуження, поділу або об'єднання земельних ділянок і зміни їхнього цільового призначення.